# Максим Пловдивски
Максим е висш български духовник, митрополит на българската Скопска епархия от 1892 до 1894 (или 1895) година и митрополит на българската Пловдивска епархия от 1906 до 1938 година.

## Биография

### Ранни години
Роден е като Марин Пенчов Пелов на 14 септември в 1850 година в троянското село Орешак, тогава в Османската империя. Кръстен е на светското име на вуйчо си архимандрит Макарий, игумен на Троянския манастир. Бъдещият епископ Максим Браницки му е племенник. В 1858 година става послушник в Троянската обител. Започва да учи при чичо си Спиридон, монах в скита „Свети Николай“. След операция на окото, в 1862 година продължава образованието си в училището в Орешак при Стефан Попдудев, а от учебната 1862 – 1863 година учи в Ловеч при Манол Лазаров. Поради заболване от тифус се мести да учи в Сопот, където учи при Партений Белчев, Михаил Радославов и Стефан Труфчев. В Сопот заедно попада под влияние на революционния комитет, начело с учителя Ганчо Попниколов, и участва в списването на ръкописния вестник „Остен“. След разпространяването на един брой на „Остен“ всичките троянски ученици са принудени да избягат от Сопот и Марин Пелов се установява в скита „Свети Йоан Предтеча“ на Троянския манастир. През зимата на 1869 година продължава образованието си в Троян, а след това от лятото се установява в Троянския манастир, където е четец и клисар.

### Член на Троянския революционен комитет
На 21 януари 1870 година в Плевен е ръкоположен за дякон от митрополит Доротей Софийски, който променя името му на Максим. Служи като дякон, певец и учител в Троянския манастир до 1871 година, когато става учител в Клисура.
Докато е монах, в Троянския манастир се образува революционен комитет, начело с архимандрит Макарий, в който влиза и Максим. Комитетът е заклет от Васил Левски, който често се укрива в манастира. През 1871 година Максим за една година става учител в Клисура, където служи и като дякон и също членува в революционния комитет от десетина души. Общува с Левски и Ангел Кънчев, които посещават градчето. В 1872 година участва в комитетско събрание в Сопот с ръководителя на сопотския комитет Ганчо Попниколов и Левски.

### Дякон в Пловдивската митрополия
През май 1872 година в Клисура пристига митрополит Панарет Пловдивски, който харесва дякон Максим и след края на учебната година на 1 юли 1872 година Максим постъпва на служба в Пловдивската митрополия. Участва в обиколките на Панарет из Родопите, включително и в Ахъчелебийско, което е присъединено към Пловдивската екзархийска епархия. След това Максим служи като дякон в Екзархята в Цариград зедно с дяконите Василий, Иларион и архидякон Хрисант и взима уроци по френски при протосингела Йосиф. Като дякон на митрополит Панарет продължава обиколките из епархията. В тежките месеци по време и след въстанието епархията остава под управлението на епископ Гервасий Левкийски, а дякон Максим събира сведения за убийствата и насилията над българското население. Тези сведения са изпращани чрез руското консулство в Пловдив до Екзархията и до руското посолство в Цариград, след което попадат в европейските вестници „Дейли Нюз“, „Фигаро“ и други. С учителя в Робърт колеж Петър Димитров организира посещението в Пловдив на европейската комисия, която проучва положението в областта. През есента на 1876 година оставането на дякон Максим в Пловдив става опасно и той е изтеглен от екзарха в Цариград, където се включва в така наречената Народна комисия, начело с архимандрит Методий Кусев, обработваща събраните свидетелства в изложения до дипломатическите представителства и кореспондентите на европейските вестници в османската столица. В началото на 1877 година заедно с архимандрит Методий разпраща съобщения до българските общини да не подписват благодарствени махзари за обявената от Мидхат паша Османска конституция.

### Студент в Русия
В 1877 година Феликс Каниц, който познава дякон Максим от Троянския манастир, му предлага стипендия за обучение във Виена, но екзарх Антим не го пуска в Австрия с обещание, че ще го изпрати да учи в Русия. В началото на 1877 година заедно с отец Георги Тилев заминава за Одеса, след което постъпва във втори клас на Киевската семинария. След избухването на Руско-турската война през лятото на 1877 година с дякон Иларион Ветовски заминават за фронта при Свищов като санитари. През септември се връща в Киев. Подобно на повечето представители на църквата Максим неодобрява приетата Търновска конституция, намирайки я за неподходяща за неразвитата българска нация. На Успение Богородично 1880 година чете в Троянския манастир реч против партизанството в страната, която е публикувана в „Марица“ и която разгневява лидера на либералите Драган Цанков. С препоръчително писмо на Йосиф I Български до митрополит Платон Киевски е допуснат да разучи управлението на епархията.

### Секретар и протосингел на Екзархията
След завършването на семинарията през юни 1881 година Максим иска да продължи да учи в Духовната академия в Киев, но митрополит Панарет не му позволява, тъй като епархията се нуждае от уреждане и директора на просвещението на Източна Румелия Йоаким Груев го назначава за учител по Закон Божи в Пловдивската мъжка и в девическата гимназия. В началото на учебната 1882/1883 година отново заминава за Русия, за да учи в Киевската духовна академия, но не го приемат, тъй като закъснява и екзарх Йосиф го назначава за секретар на Екзархията. Опитва се да получи разрешение от екзарха да учи в Дрезден, но не успява. В края на август 1884 година замества Методий Кусевич като протосингел на Екзархията.
На 11 ноември 1884 г. е ръкоположен за презвитер от екзарх Йосиф в съслужение с Евстатий Пелагонийски и Синесий Стовийски. През март 1885 година екзарх Йосиф го въвежда в чин йеромонах и архимандрит.

### Организиране на Старозагорската епархия
Проблемът за образуване на Старозагорска епархия от Търновската е повдиган още на Първия църковно-народен събор в 1871 година.

### Митрополит в Скопие
В 1892 година е ръкоположен за митрополит и застава начело на Скопската епархия, която възглавява от 1892 до 1894 година. Според някои източници подава оставка като скопски митрополит в 1895 година и след това 2 години е предстоятел на българската църква „Свети Стефан“ в Цариград. В периода 1897 – 1906 година управлява Ловешката епархия.

### Митрополит в Пловдив
От 1906 до смъртта си е пловдивски митрополит.
Митрополит Максим е член на Светия Синод от 1913 година, а от 1921 до 28 март 1928 година е негов наместник-председател. Умира на 1 март 1938 година в Пловдив.